# Myron Kerstein
Myron I. Kerstein, född 15 augusti 1970 i Oceanside i Kalifornien, är en amerikansk filmklippare. Han är troligtvis mest känd för sina samarbeten med regissören Jon M. Chu på filmerna Wicked (2024), Wicked: For Good (2025), Crazy Rich Asians (2018) och In the Heights (2021).
Han har varit nominerad till två stycken Oscarsstatyetter för bästa klippning, detta för filmerna Tick, Tick... Boom! (tillsammans med Andrew Weisblum) (2022) och Wicked (2025). Han har dessutom mottagit två stycken Eddie Awards för bästa klippta långfilm (komedi/biofilm), vilket har varit för de två tidigare nämnda titlarna (Tick, Tick... Boom! och Wicked). År 2019 mottog han en nominering i samma kategori, detta för sin insats i filmen Crazy Rich Asians.

## Filmografi (i urval)
| År   | Film                              | Regissör           | Noter                              |
| ---- | --------------------------------- | ------------------ | ---------------------------------- |
| 1999 | Black and White                   | James Toback       |                                    |
| 2004 | Garden State                      | Zach Braff         | Första samarbetet med Zach Braff   |
| 2004 | In Good Company                   | Paul Weitz         | Första samarbetet med Paul Weitz   |
| 2005 | The Dukes of Hazzard              | Jay Chandrasekhar  |                                    |
| 2006 | American Dreamz                   | Paul Weitz         | Andra samarbetet med Paul Weitz    |
| 2008 | The Great Buck Howard             | Sean McGinly       |                                    |
| 2008 | The Promotion                     | Steven Conrad      |                                    |
| 2008 | Nick och Norahs oändliga låtlista | Peter Sollett      | Andra samarbetet med Peter Sollett |
| 2009 | Fame                              | Kevin Tancharoen   |                                    |
| 2010 | Little Fockers                    | Paul Weitz         | Tredje samarbetet med Paul Weitz   |
| 2012 | LOL                               | Lisa Azuelos       |                                    |
| 2013 | Movie 43                          | Steven Brill       | Segmentet "iBabe"                  |
| 2013 | The English Teacher               | Craig Zisk         |                                    |
| 2013 | Paradise                          | Diablo Cody        |                                    |
| 2014 | Wish I Was Here                   | Zach Braff         | Andra samarbetet med Zach Braff    |
| 2017 | Going in Style                    | Zach Braff         | Tredje samarbetet med Zach Braff   |
| 2018 | Crazy Rich Asians                 | Jon M. Chu         | Första samarbetet med Jon M. Chu   |
| 2021 | In the Heights                    | Jon M. Chu         | Andra samarbetet med Jon M. Chu    |
| 2021 | Tick, Tick... Boom!               | Lin-Manuel Miranda |                                    |
| 2024 | Wicked                            | Jon M. Chu         | Tredje samarbetet med Jon M. Chu   |
| 2025 | Wicked: For Good                  | Jon M. Chu         | Fjärde samarbetet med Jon M. Chu   |

| År   | Film                               | Regissör              | Roll                  |
| ---- | ---------------------------------- | --------------------- | --------------------- |
| 1997 | Office Killer                      | Cindy Sherman         | Assisterande klippare |
| 1997 | Det yttersta steget                | Robert Dornhelm       | Assisterande klippare |
| 1998 | Velvet Goldmine                    | Todd Haynes           | Assisterande klippare |
| 2001 | Hedwig and the Angry Inch          | John Cameron Mitchell | Biträdande klippare   |
| 2007 | Chapter 27 – Mordet på John Lennon | Jarrett Schaefer      | Biträdande klippare   |
| 2010 | Peep World                         | Barry W. Blaustein    | Redigeringskonsult    |
| 2022 | Spirited                           | Sean Anders           | Biträdande klippare   |

| År   | Film                     | Regissör        | Roll                      |
| ---- | ------------------------ | --------------- | ------------------------- |
| 1997 | The Myth of Fingerprints | Bart Freundlich | Filmkonformitetsassistent |
| 2007 | Eagle vs Shark           | Taika Waititi   | Kreativ konsult           |

| År   | Film                 | Regissör          | Kredit       |
| ---- | -------------------- | ----------------- | ------------ |
| 2015 | The Adderall Diaries | Pamela Romanowsky | Medproducent |

| År   | Film                              | Regissör      | Roll                  |
| ---- | --------------------------------- | ------------- | --------------------- |
| 2008 | Nick och Norahs oändliga låtlista | Peter Sollett | Författare: "Go Deep" |

| År   | Film               | Regissör          | Roll                                    |
| ---- | ------------------ | ----------------- | --------------------------------------- |
| 2006 | Come Early Morning | Joey Lauren Adams | Speciellt tack                          |
| 2006 | Red Road           | Andrea Arnold     | Tack                                    |
| 2010 | Boy                | Taika Waititi     | Producenterna vill tacka för deras stöd |
| 2018 | All About Nina     | Eva Vives         | Speciellt tack                          |
| 2022 | Crush              | Sammi Cohen       | Speciellt tack                          |

Dokumentärer
| År   | Film                       | Regissör         | Noter       |
| ---- | -------------------------- | ---------------- | ----------- |
| 2011 | Glee: The 3D Concert Movie | Kevin Tancharoen | Konsertfilm |

TV-serier
| År      | Titel                          | Noter      |
| ------- | ------------------------------ | ---------- |
| 2000    | Louis Theroux's Weird Weekends | 1 avsnitt  |
| 2012    | Up All Night                   | 1 avsnitt  |
| 2013    | House of Lies                  | 4 avsnitt  |
| 2016    | Divorce                        | 1 avsnitt  |
| 2015−17 | Girls                          | 16 avsnitt |
| 2019    | Good Trouble                   | 1 avsnitt  |
| 2020    | Home Before Dark               | 3 avsnitt  |

| År   | Titel                          | Roll                  | Noter      |
| ---- | ------------------------------ | --------------------- | ---------- |
| 1998 | Louis Theroux's Weird Weekends | Assisterande klippare | 2 avsnitt  |
| 1998 | Sex and the City               | Assisterande klippare | 10 avsnitt |

| År   | Titel            | Noter     |
| ---- | ---------------- | --------- |
| 2021 | Home Before Dark | 1 avsnitt |